# Sopkalia yamadae
Sopkalia yamadae is een steenvlieg uit de familie Perlodidae. De wetenschappelijke naam van de soort is voor het eerst geldig gepubliceerd in 1917 door Okamoto.